# جوزيف دبليو. موريس
جوزيف دبليو. موريس (بالإنجليزية: Joseph W. Morris)‏ هو سياسي أمريكي، ولد في 26 فبراير 1879، وتوفي في 21 ديسمبر 1937 في لويفيل في الولايات المتحدة. حزبياً، نشط في الحزب الديمقراطي. وقد انتخب عضو مجلس النواب الأمريكي.